# Привольненский сельский совет (Генический район)
Привольненский сельский совет (укр. Привільненська сільська рада) — входит в состав
Генического района Херсонской области Украины.
Административный центр сельского совета находится в посёлке Привольное
.

## История
- 1909 — дата образования.

## Населённые пункты совета
- пос. Привольное
- с. Велетневка
- пос. Ногайское
- пос. Таврийское